# Antoine Sanguin de Meudon
Antoine Sanguin de Meudon (Gasconha, 1493 - Paris, 25 de novembro de 1559) foi um cardeal do século XVII.

## Biografia
Nasceu em Gasconha em 1493. Segundo filho de Antoine Sanguin, signeur de Meudon, mestre das águas e florestas da Île de France, de Champagne e de Brie, e de Marie Simon. Ele também está listado como Antoine de Medon; e Antônio Sanguin. Ele foi chamado de Cardeal de Meudon. Tio de Anne de Pisseleu d'Heilly, duquesa D'Etampes , amante do rei Francisco I de França e que o ajudou a avançar na carreira eclesiástica.
Abade Comendador de Fleury-sur-Loire. Mestre da capela real.
Eleito bispo de Orléans em 6 de novembro de 1533; ele foi nomeado pelo rei da França em 24 de outubro de 1535; renunciou ao governo da diocese em 20 de outubro de 1550. Consagrado (nenhuma informação encontrada). Abade Comendador do mosteiro beneditino de Saint-Benoît-de-Fleur, diocese de Orléans.
Criado cardeal sacerdote no consistório de 19 de dezembro de 1539; recebeu o barrete vermelho no dia de Pentecostes de 1540, na catedral de Notre Dame, em Paris, do cardeal Alessandro Farnese, júnior, legado na França; e o título de S. Maria in Portico Octaviae , 15 de julho de 1541. Abade Comendadorde Vaux-Cernay, 1542-1559. Grande esmoler da França, 7 de agosto de 1543; foi o primeiro a ter este título; seus antecessores foram capelães do rei ou da França. Nomeado bispo de Limoges em 13 de agosto de 1544; ele havia sido nomeado pelo rei da França. renunciou ao governo da diocese em 26 de outubro de 1547. Governador de Paris para defender a cidade contra as ameaças do Sacro Imperador Romano Carlos V; encarregado junto com muitos outros de negociar a paz com o imperador. Após a morte do rei Francisco I em 1547, renunciou ao cargo de esmoler e foi para a Itália. Participou do conclave de 1549-1550, que elegeu o Papa Júlio III. Optou pelo título de S. Crisógono em 28 de fevereiro de 1550. Retornou à França em 1550. Nomeado pelo rei da França administrador da sé metropolitana de Toulouse, em 20 de outubro de 1550; arcebispo preconizado de Toulouse, 23 de outubro de 1553; concedido o pálio em 6 de fevereiro de 1555; ocupou a sé até sua morte. Participou do conclave de abril de 1555, que elegeu o Papa Marcelo II. Participou do conclave de maio de 1555, que elegeu o Papa Paulo IV. Não participou do conclave de 1559, que elegeu o Papa Pio IV.
Morreu em Paris em 25 de novembro de 1559, durante a sede vacante . Sepultado na capela de Nossa Senhora, igreja de St-Catherine-du-Val des Scolaires, Paris. A notícia de sua morte chegou a Roma em 22 de dezembro de 1559.